# Aeromonas
O gênero Aeromonas é uma bactéria gram-negativa, antigamente pertencente à família Vibrionaceae e atualmente pertencente à família Aeromonadaceae, com forma de bastonetes, capazes de utilizar diferentes carboidratos que produzam ácido ou ácido e gás. São ubiquos, estando amplamente distribuídos no ambiente, sendo membros importantes da microbiota aquática e de diferentes alimentos de origem animal
São considerados patógenos oportunistas, para o homem e animais, além de agentes emergentes de toxinfecções alimentares.
As aeromonas móveis, para o homem, determinam patogenias classificadas como de nível não intestinal e gastrentéricas. Geralmente são responsabilizadas por quadros que variam de diarreias agudas amenas a quadros graves de disenteria. Também foram atribuídos a elas quadros como meningite, endocardite, artrite, infecção cutânea, peritonite e infecção ocular.
Apesar de não estar completamente elucidado o mecanismo pelo qual esse gênero produz gastroenterite, demonstrou-se que cepas de aeromonas envolvidas em processos patogênicos usualmente possuem capacidade de produzir enterotoxina, citotoxina, hemolisina, protease e poder de aderência e invasão em células da mucosa intestinal.

## Gastroenterite
Em crianças normalmente é aguda e severa; adultos, crônica. Gastroenterite por aeromonas, quando severa, há presença de sangue nas fezes, podendo ser confundida com shigelose. Quando aguda, geralmente é auto limitada.

### Espécies associadas
Três espécies são definidas fenotipicamente: A. hydrophila, A. caviae e A. veronii subtipo sobria. Não se conhece muito sobre as outras espécies, mas também são microorganismos aquáticos e foram implicados em doença humana.

### Transmissão
Ingestão de alimentos, frequentemente moluscos e peixes, tubarões, baleias, ratos, javali e água contaminados.

### Diagnóstico
Pode ser feito através de cultura de fezes ou de sangue em um ágar contendo sangue de ovelha e ampicilina. Ampicilina previne o crescimento da maioria dos microorganismos competidores. A identificação de espécies é confirmada por uma série de testes bioquímicos.

### Tratamento
Hidratação e reposição de eletrólitos. Em casos mais graves pode ser indicado antibioticoterapia.

## Resistência a antimicrobianos
Pode ocorrer em alguns pacientes com diarreia crônica ou infecção sistêmica. As espécies pertencentes a esse gênero são resistentes à penicilina e a maioria à cefalosporina e eritromicina. Ciprofloxacino é considerado eficaz contra cepas nos EUA e Europa, mas já existem casos registrados de resistência na Ásia.